# Communauté rurale de Linkéring
Linkéring est une communauté rurale du Sénégal située au centre-sud du pays. 
Elle fait partie de l'arrondissement de Bonconto, du département de Vélingara et de la région de Kolda. 
Elle a été érigée en commune depuis la loi n° 2013-10 du 28 décembre 2013 portant Code général des collectivités locales .

## Économie
L’activité économique de la commune est principalement lié a l’agriculture et à l’élevage de types traditionnels.
Depuis 2010, on assiste à une activité de tourisme de chasse notamment grâce à l’implantation d’un campement touristique. La saison de chasse est ouverte chaque année de décembre à avril.

## Éducation
Depuis 2012, l’ancienne communauté rurale dispose d’un lycée, extension du collège Moussa Bayo érigé en 2003. 
Le nom du lycée suscita cependant une vive polémique. 
En effet, certains habitants souhaitaient un lycée à part entière, distinct du collège et militaient pour le nommer en hommage au plus grand sage et fondateur de la grande mosquée du village, Thierno Omar BA.
De même, depuis le décès de l’ancien maire Mamoudou BAYO (instituteur de profession), d’autres habitants militent pour que l’artère principale de la commune porte son nom par respect pour son engagement sans faille et son militantisme en faveur de la commune; engament politique et social débuté auprès de son ami et compagnon de lutte, l’ingénieur agronome Issa Ba, lui-même né à Linkering et fils de l’imam Thierno Omar BA.